# ماریان نیکسون
ماریان نیکسون (انگلیسی: Marian Nixon؛  ‏۲۰ اکتبر ۱۹۰۴ – ۱۳ فوریهٔ ۱۹۸۳) بازیگر اهل ایالات متحده آمریکا بود. وی بین سال‌های ۱۹۲۲ تا ۱۹۳۶ میلادی فعالیت می‌کرد.
از فیلم‌هایی که وی در آن نقش داشته‌است، می‌توان به نمایش نمایش‌ها اشاره کرد.